# Saint-Léger-aux-Bois (Oise)
Saint-Léger-aux-Bois település Franciaországban, Oise megyében. Lakosainak száma 743 fő (2022. január 1.). Saint-Léger-aux-Bois Bailly, Montmacq, Pimprez, Le Plessis-Brion és Tracy-le-Mont községekkel határos.

## Népesség
A település népessége az elmúlt években az alábbi módon változott:
| Lakosok száma | 798  | 801  | 814  | 795  | 783  | 771  | 759  | 750  | 743  |
|               | 2013 | 2015 | 2016 | 2017 | 2018 | 2019 | 2020 | 2021 | 2022 |